# Comité national olympique des Kiribati
Le Comité national olympique des Kiribati (en anglais The Kiribati National Olympic Committee, KNOC) est le comité national olympique des Kiribati.
Fondé en novembre 2002, il a été reconnu par le CIO comme 200e membre en 2003, ce qui a permis la participation des Kiribati aux Jeux olympiques d'Athènes en 2004.
Le comité fait également office d'association des Jeux du Commonwealth (Kiribati Commonwealth Games Association). Les Kiribati participent aux jeux du Commonwealth depuis 1998 avec en 2014 une médaille d'or avec l'haltérophile David Katoatau.